# 索尼·昆科罗
索尼·昆科罗（1984年7月7日—），生于印尼东爪哇省泗水，印尼羽毛球运动员。

## 生涯
索尼·昆科罗在2000年世界青年羽毛球錦標賽準決賽中擊敗馬來西亞球手李宗伟進入決賽，但最終負於中國球手鲍春来，僅得銀牌。
2004年雅典奥运会中，索尼·昆科罗闯入半决赛输给了韩国的孙升模，最终在铜牌争夺战中击败泰国的文萨·波萨那。
在马来西亚举行的2007年世界羽毛球錦標賽中，昆科罗夺取亚军，决赛中直落11-21、20-22两局输给了林丹。
2008年北京奥运会上，索尼·昆科罗在八强战中败给了如日中天的馬來西亞球手李宗伟。
2013年8月，索尼·昆科罗參加中國廣州舉行的世界羽毛球錦標賽，以10號種子身分出戰男子單打項目，但在首圈就以0比2（22-24、16-21）負於新加坡的黃梓良出局。
索尼因舊傷而一年多沒有參加賽事，2016年，從新加坡羽毛球公開賽入選賽打進會內賽，並一路淘汰日本的佐佐木翔、中國的王睜茗和林丹，在決賽中以2比1（21-16、12-21、21-14）擊敗韓國的孫完虎，獲得冠軍。
2017年8月，索尼參加蘇格蘭格拉斯哥舉行的世界羽毛球錦標賽，出戰男子單打項目。他在首圈以2-0擊敗捷克選手米兰·卢迪克晉級，但在第二圈就以0比2（13-21、9-21）不敵5號種子、中國的谌龙出局。

## 个人生活

### 婚姻與家庭
据北京时间5月2日消息，印尼前名将索尼将迎来了第三个新生命的诞生。

## 主要比賽成績
只列出曾進入準決賽的國際賽事成績：
| 年份   | 賽事                     | 公開賽級別 | 項目     | 成績   |
| ------ | ------------------------ | ---------- | -------- | ------ |
| 2001年 | 香港羽毛球公開賽         |            | 男子單打 | 準決賽 |
| 2002年 | 亞洲羽毛球錦標賽         | 其他       | 男子單打 | 冠軍   |
| 2003年 | 亞洲羽毛球錦標賽         | 其他       | 男子單打 | 冠軍   |
| 2004年 | 亞洲羽毛球錦標賽         | 其他       | 男子單打 | 亞軍   |
| 2004年 | 奧林匹克運動會羽毛球比賽 | 其他       | 男子單打 | 銅牌   |
| 2005年 | 亞洲羽毛球錦標賽         | 其他       | 男子單打 | 冠軍   |
| 2007年 | 菲律賓羽毛球公開賽       | 黃金大獎賽 | 男子單打 | 準決賽 |
| 2007年 | 世界羽毛球錦標賽         | 其他       | 男子單打 | 亞軍   |
| 2007年 | 中華台北羽毛球黃金大獎賽 | 黃金大獎賽 | 男子單打 | 冠軍   |
| 2008年 | 亞洲羽毛球錦標賽         | 其他       | 男子單打 | 季軍   |
| 2008年 | 印尼羽毛球超級賽         | 超級賽     | 男子單打 | 冠軍   |
| 2008年 | 日本羽毛球超級賽         | 超級賽     | 男子單打 | 冠軍   |
| 2008年 | 中國羽毛球大師賽         | 超級賽     | 男子單打 | 冠軍   |
| 2008年 | 世界羽聯超級系列賽總決賽 | 超級賽     | 男子單打 | 準決賽 |
| 2009年 | 印尼羽毛球超級賽         | 超級賽     | 男子單打 | 準決賽 |
| 2009年 | 丹麥羽毛球超級賽         | 超級賽     | 男子單打 | 準決賽 |
| 2010年 | 新加坡羽毛球超級賽       | 超級賽     | 男子單打 | 冠軍   |
| 2010年 | 印尼羽毛球超級賽         | 超級賽     | 男子單打 | 準決賽 |
| 2011年 | 中華台北羽毛球黃金大獎賽 | 黃金大獎賽 | 男子單打 | 準決賽 |
| 2013年 | 韓國羽毛球首要超級賽     | 首要超級賽 | 男子單打 | 準決賽 |
| 2013年 | 馬來西亞羽毛球超級賽     | 超級賽     | 男子單打 | 亞軍   |
| 2013年 | 印尼羽毛球黃金大獎賽     | 黃金大獎賽 | 男子單打 | 準決賽 |
| 2013年 | 香港羽毛球超級賽         | 超級賽     | 男子單打 | 亞軍   |
| 2015年 | 印尼羽毛球國際挑戰賽     | 國際挑戰賽 | 男子單打 | 冠軍   |
| 2015年 | 中華台北羽毛球大獎賽     | 大獎賽     | 男子單打 | 冠軍   |
| 2016年 | 新加坡羽毛球超级賽       | 超級賽     | 男子單打 | 冠軍   |
| 2016年 | 泰國羽毛球黃金大獎賽     | 黃金大獎賽 | 男子單打 | 亞軍   |
| 2018年 | 印尼羽毛球國際系列賽     | 國際系列賽 | 男子單打 | 亞軍   |
| 2018年 | 泰國羽毛球公開賽         | 超級500賽  | 男子單打 | 準決賽 |
| 2018年 | 印尼羽毛球國際挑戰賽     | 國際挑戰賽 | 男子單打 | 亞軍   |
| 2019年 | 印尼羽毛球國際挑戰賽     | 國際挑戰賽 | 男子單打 | 亞軍   |

| 2007-2017年 | 首要超級賽 | 超級賽 | 黃金大獎賽 | 大獎賽 | 國際挑戰賽 | 國際系列賽 | 未來系列賽 | 其他 |

| 2018-2026年 | 總決賽 | 超級1000賽 | 超級750賽 | 超級500賽 | 超級300賽 | 超級100賽 | 國際挑戰賽 | 國際系列賽 | 未來系列賽 | 其他 |

### 奧運會和世錦賽參賽紀錄
|          | 2003 | 2004 | 2005 | 2006 | 2007 | 2008 | 2009 | 2010       | 2011 | 2012 | 2013 | 2014 | 2015 | 2016 | 2017 |
| -------- | ---- | ---- | ---- | ---- | ---- | ---- | ---- | ---------- | ---- | ---- | ---- | ---- | ---- | ---- | ---- |
| 男子單打 | 8強  | 銅牌 | 16強 | 16強 | 亞軍 | 8強  | 季軍 | 64強(退賽) | －   | －   | 64強 | －   | －   | －   | 32強 |

## 代表国家队
- 4次苏迪曼杯 (2003年, 2005年, 2007年, 2009年)
- 4次汤姆斯杯 (2004年, 2006年, 2008年, 2010年)